# Фрит, Фред
Фред Фрит (англ. Fred Frith, родился 17 февраля 1949, Лондон) — английский музыкант и композитор. Известен как автор сольных альбомов и как участник многих прог-рок проектов. Один из основателей движения Rock in Opposition.

## Биография
Фред Фрит родился 17 февраля 1946 года в северном Лондоне, в семье владельца галереи и художницы. С детства пел в церковном хоре и играл на скрипке, которую с возрастом заменила гитара. Учился в арт-колледже.
В 1968 году, во время учёбы, познакомился с музыкантом-самоучкой Тимом Ходжкинсоном. Благодаря этой дружбе появилась легендарная британская андеграунд-группа, впоследствии получившая имя «Henry Cow». Эта группа, стоявшая у истоков движения Rock in Opposition, просуществовала 10 лет.

## Дискография

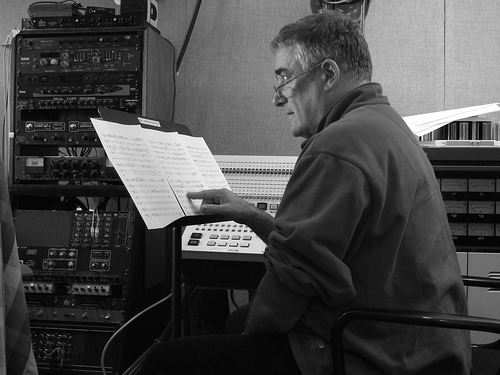
На записи, Окленд (Калифорния), 2006

### Сольные альбомы
- Guitar Solos (Caroline Records, 1977)
- Gravity (Ralph Records, 1980)
- Speechless (Ralph Records, 1981)
- Live in Japan (Recommended Records, 1982)
- Cheap at Half the Price (Ralph Records, 1983)
- The Technology of Tears (RecRec Music, 1988)
- Step Across The Border (RecRec Music, 1989)
- The Top of His Head (Crammed Discs, 1989)
- Quartets (RecRec Music, 1994)
- Allies (RecRec Music, 1996)
- Eye to Ear (Tzadik, 1997)
- Pacifica (Tzadik, 1998)
- Stone, Brick, Glass, Wood, Wire (Graphic Scores 1986-1996) (I Dischi di Angelica, 1999)
- Freedom in Fragments (Tzadik, 2000)
- Clearing (Tzadik, 2001)
- Prints: Snapshots, Postcards, Messages and Miniatures, 1987-2001 (Fred Records, 2002)
- Eye to Ear II (Tzadik, 2004)
- Eleventh Hour (Winter & Winter, 2005)
- To Sail, to Sail (Tzadik, 2008)
- Impur II (Fred Records, 2009)
- Eye to Ear III (Tzadik, 2010)
- Clearing Customs (Intakt, 2011)

## Фильмография
- «Шагни через границу» (Step Across the Border (нем.), 1990) — фильм Николаса Гумберта и Вернера Пенцеля[фр.].

## Музыка к кинофильмам
- 1997 — «Урок танго»